# Leopoldo Ruiz y Flores
Leopoldo Ruiz y Flores (Santa María Amealco, Querétaro, México, 13 de noviembre de 1865 - Morelia, Michoacán, 12 de diciembre de 1941) fue uno de los obispos mexicanos delegados para firmar los acuerdos con que se finiquitó el conflicto armado de la cristiada en México entre 1926 y 1929.

## Biografía
A sus 11 años ingresó en un Colegio Josefino de la ciudad de México y en función de sus cualidades, fue enviado a Roma en 1881 al Pontificio Colegio Pío Latino Americano para estudiar teología en la Universidad Gregoriana. Llegó a recibir inclusive tres doctorados, uno de filosofía, otro de teología y uno más  derecho canónico. Ordenado posteriormente sacerdote en 1888 en la misma ciudad de Roma volvió a México hacia 1889.
En 1892 obtuvo la cátedra en filosofía en el seminario de la Ciudad de México y el nombramiento de párroco en una iglesia de Tacubaya. Participó en Roma como destacado notario de mayo a julio en el Concilio Plenario de Latinoamérica. En 1900 fue consagrado como obispo de la diócesis de León.
En 1907 fue promovido también a la arquidiócesis de Linares (Monterrey) y en 1911 fue nombrado arzobispo de Morelia. En 1914 fue orillado al exilio por los conflictos religiosos del país y vivió algún tiempo en Chicago dentro de la unión americana.
Para noviembre de 1925, en la víspera de sus 25 años de obispado, obtuvo de Pío XI el título de Asistente al Solio Pontificio.
En 1929 fue a su vez nombrado delegado Apostólico y firmó los arreglos con el Estado mexicano lidereado por Plutarco Elías Calles; fue además el primer prelado mexicano en recibir este cargo. Posteriormente fue nuevamente condenado al exilio, aunque en 1938 se le vio en su arquidiócesis en Morelia festejando los 50 años de su sacerdocio. Murió en 1941.